# Szentkirályszabadja
Szentkirályszabadja ist eine ungarische Gemeinde im Kreis Veszprém im Komitat Veszprém.

## Geografische Lage
Szentkirályszabadja liegt sechs Kilometer südöstlich des Zentrums der Kreisstadt und des Komitatssitzes Veszprém und fünf Kilometer nordwestlich der Stadt Balatonalmádi, die sich am nördlichen Ufer des Balaton befindet. Nachbargemeinden sind Litér, Balatonfűzfő, Felsőörs und Veszprémfajsz.

## Geschichte
Im Jahr 1913 gab es in der damaligen Großgemeinde 336 Häuser und 1479 Einwohner auf einer Fläche von 3887  Katastraljochen. Sie gehörte zu dieser Zeit zum Bezirk Veszprém im Komitat Veszprém.
In den 1960er Jahren entstand im nordöstlichen Teil der Gemeinde jenseits des Militärflugplatzes eine Kasernenstadt, in der mehrere Tausend russische und ukrainische Soldaten lebten. Neben Plattenbauten als Wohngebäuden gab es Kindergarten, Grund- und Hauptschule, Bibliothek, Krankenhaus, Kino und Theater, Post, Geschäfte, Restaurants, Kneipen und einen Fleischverarbeitungsbetrieb. Nach dem Zusammenbruch der Sowjetunion verließen jedoch immer mehr Soldaten und ihre Familien Anfang der 1990er Jahre den Stützpunkt und 1996 war das Gebiet fast völlig verlassen.

## Sehenswürdigkeiten
- Reformierte Kirche, erbaut 1735 im barocken Stil, der Turm wurde 1758 hinzugefügt
- Römisch-katholische Kirche Szent István király
- Millenniumsgedenksäule
- Schloss Talián-Horváth, erbaut im 17. und 18. Jahrhundert
- Szent-István-Denkmal, erschaffen von Attila Diénes
- Weltkriegsdenkmal

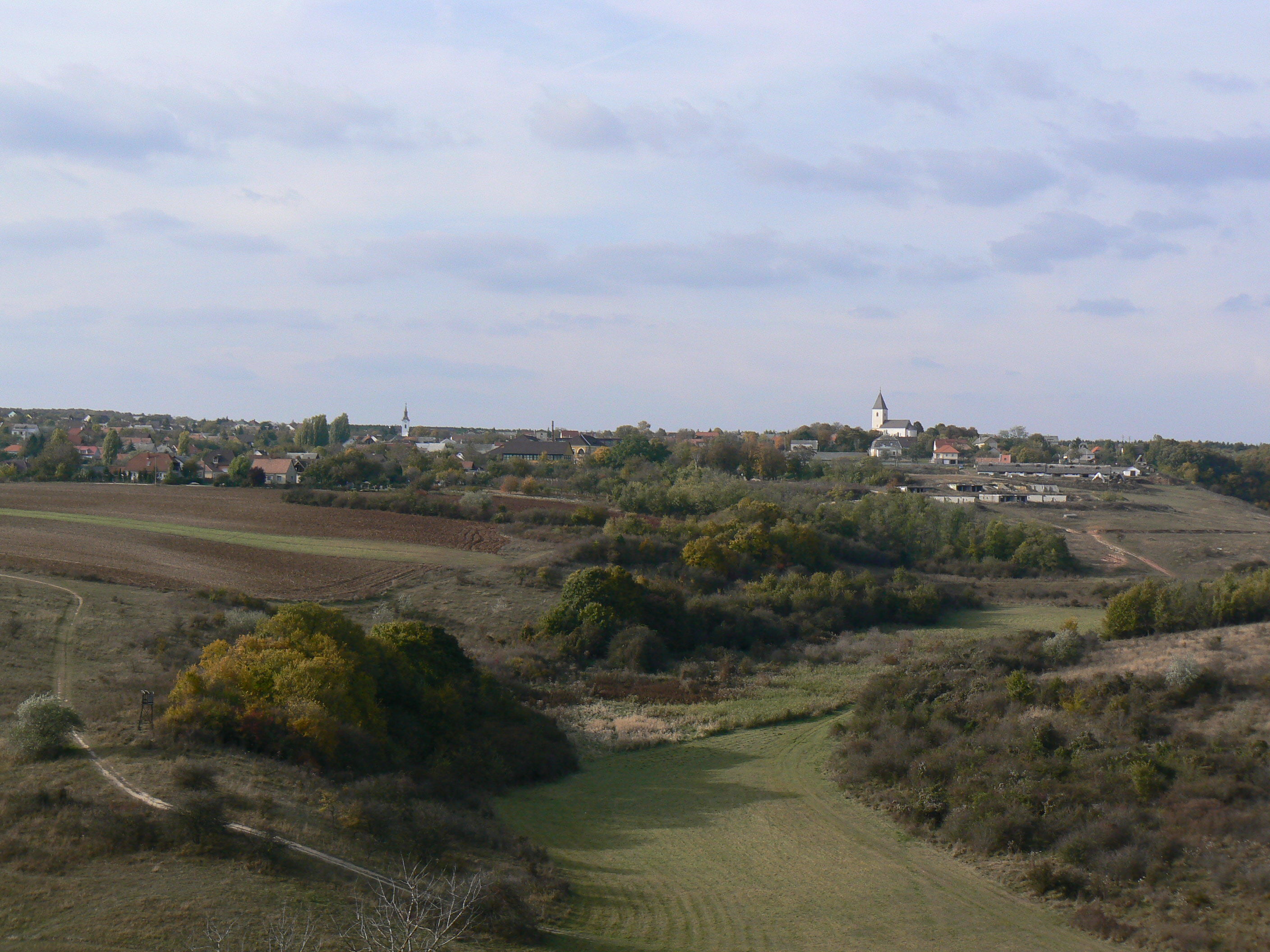
Blick auf Szentkirályszabadja
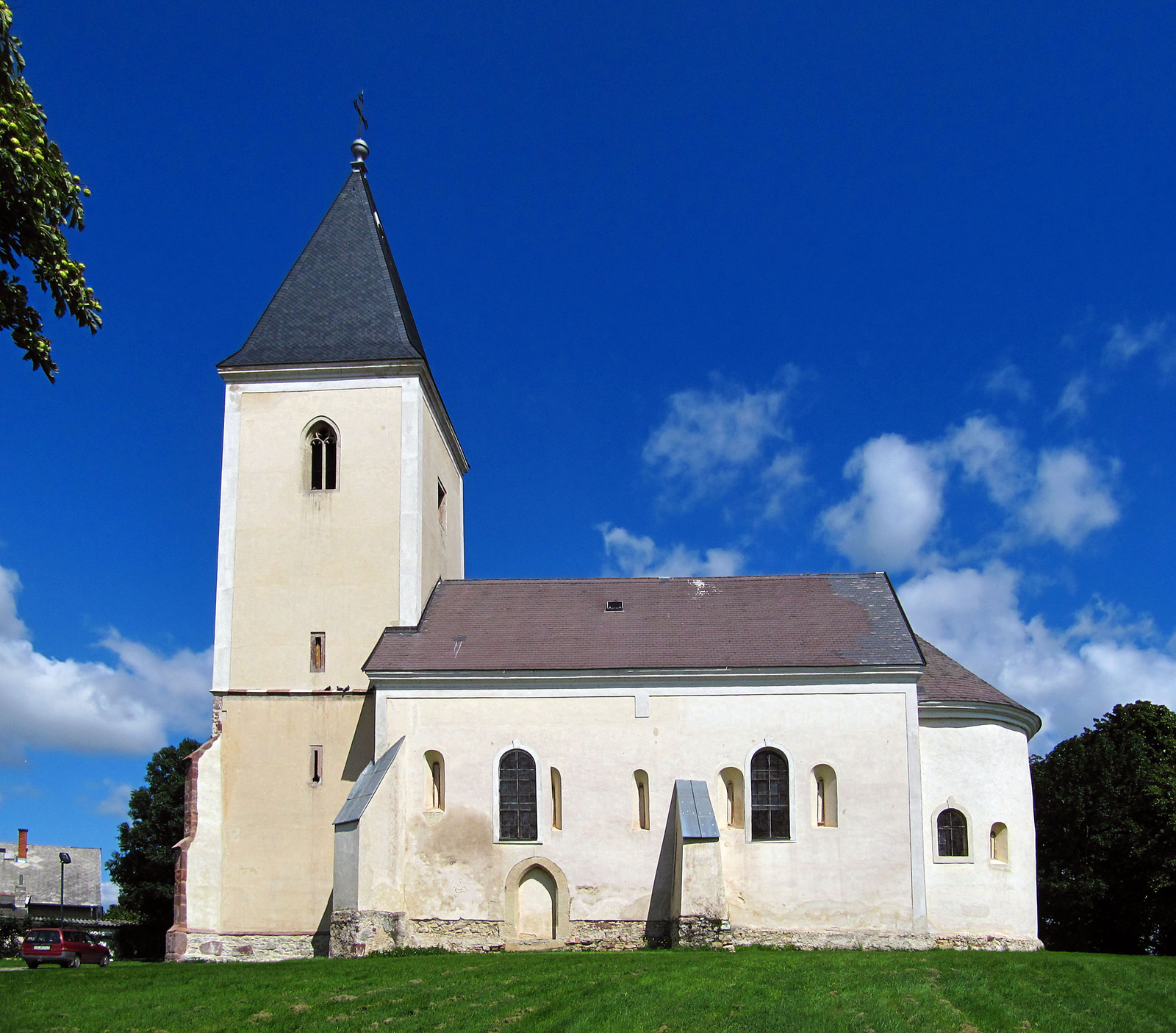
Römisch-katholische Kirche Szent István király
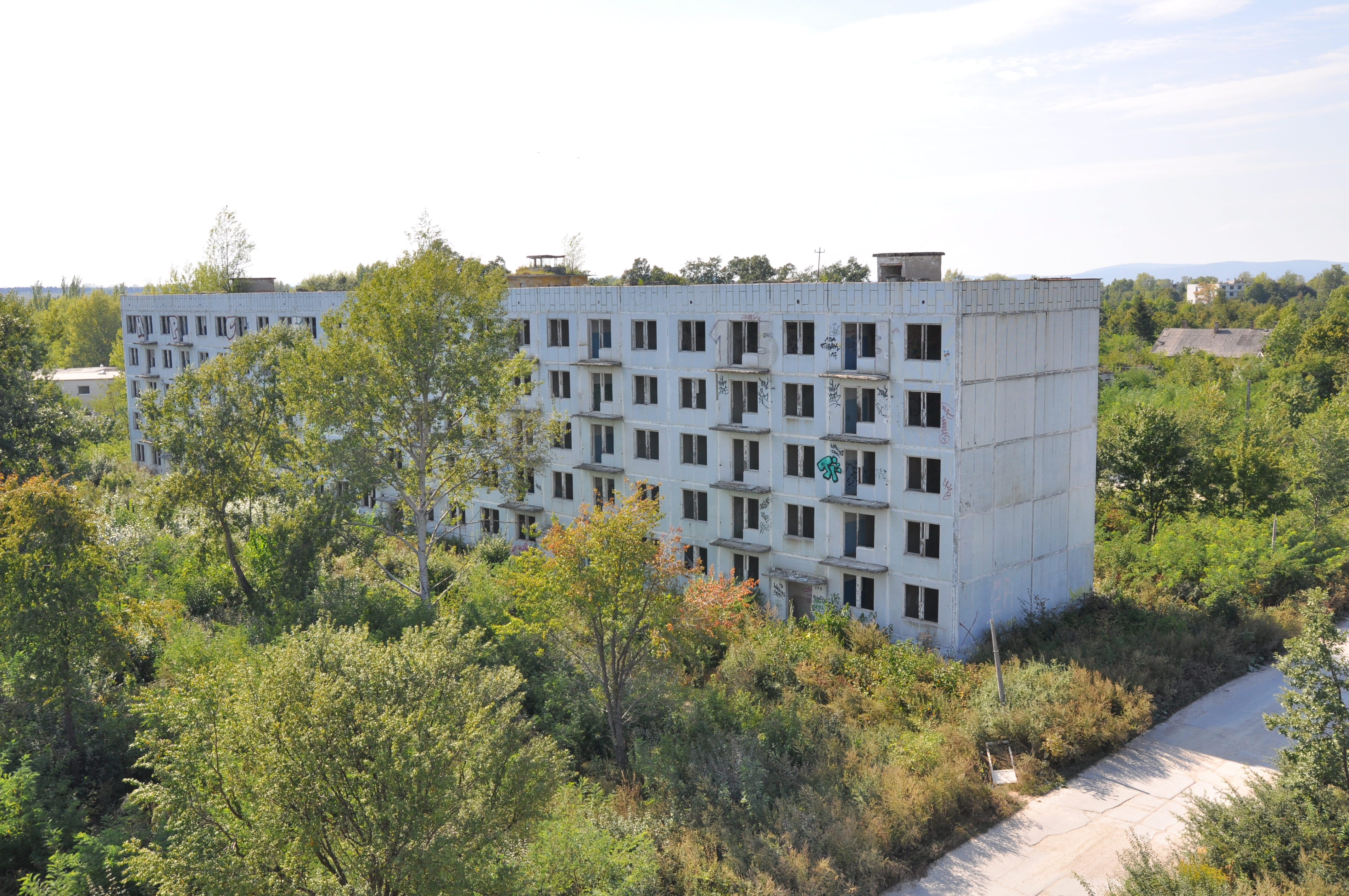
Verlassene Kasernenstadt

## Verkehr
Durch Szentkirályszabadja verläuft die Landstraße Nr. 7217. Es bestehen Busverbindungen nach Veszprém und Balatonalmádi, wo sich auch die nächstgelegenen Bahnhöfe befinden.